# Altes Reithaus (Marburg)

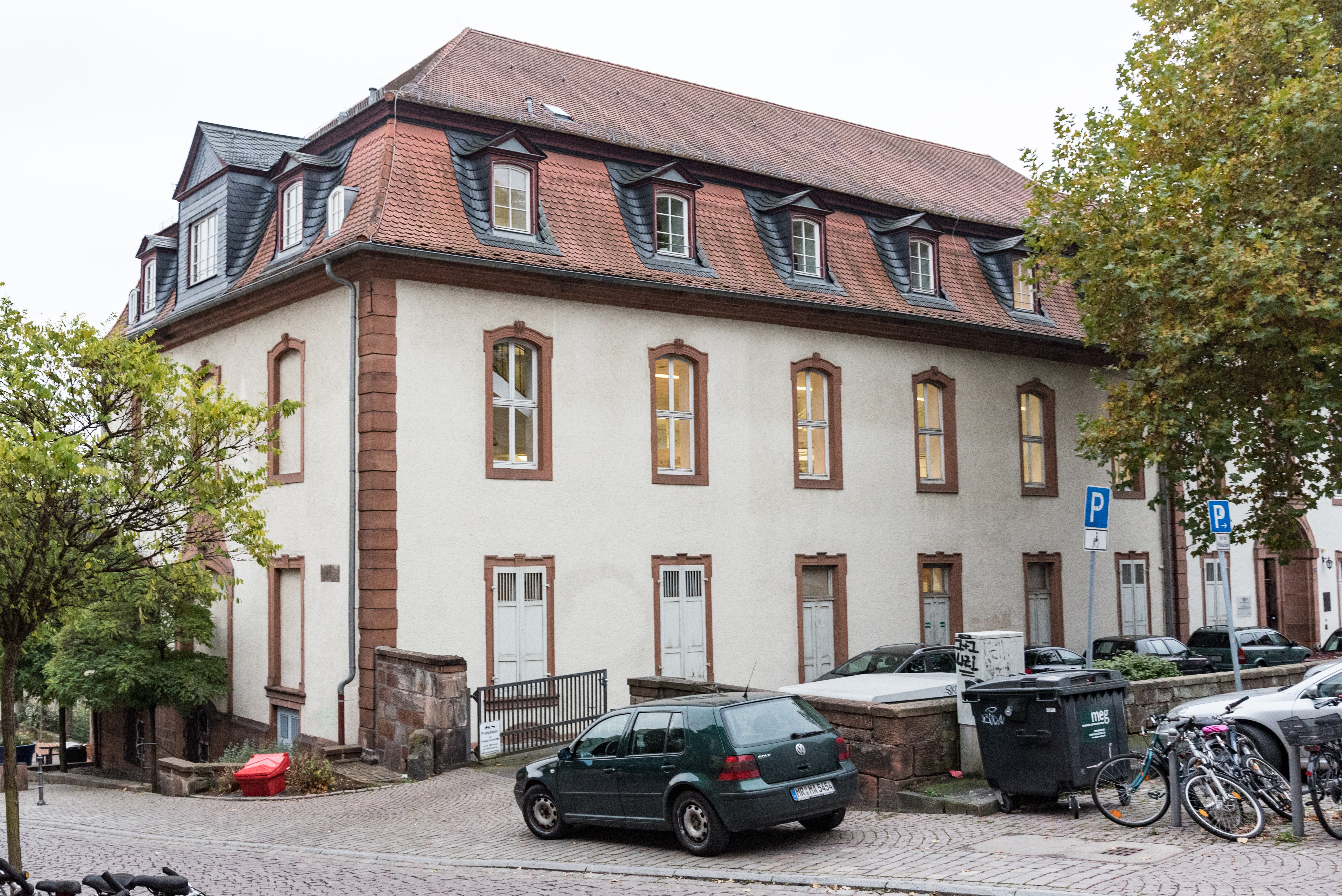
Das Alte Reithaus

Das Alte Reithaus (auch Universitäts-Reithalle) in der Barfüßerstraße 1 in Marburg wurde 1731/32 auf dem Gelände eines ehemaligen Franziskanerklosters als Reithalle für die Philipps-Universität Marburg erbaut. Es war der erste Neubau der Universität und ist heute ein Kulturdenkmal. Das Gebäude wird heute für das Institut für Sportwissenschaft und Motologie genutzt.

## Geschichte
Das Alte Reithaus wurde 1731/32 auf Initiative von Landgraf Friedrich I. anstelle der ehemaligen Klosterkirche nach Plänen des landgräflichen Hofarchitekten Charles Louis du Ry errichtet. Es war der erste wirkliche Neubau der Universität und diente für den Reitsport. 1879 wurde das Gebäude von der Stadt Marburg als Gesellschaftshaus „Der Saalbau“ genutzt.
1924 zog das neu gegründete Institut für Leibesübungen in das Gebäude ein. Der Bau wurde zu einer Turnhalle umgebaut, wobei im Laufe der Jahre verschiedene Erweiterungen und Umbauten vorgenommen wurden. Nach einer Renovierung im Jahr 1968 wurde das Gebäude weiterhin für sportwissenschaftliche Zwecke genutzt.

## Architektur
Das Alte Reithaus wurde im Barockstil errichtet und verfügt über ein typisches Mansarddach, das mit Giebelgauben versehen ist. Das Gebäude ist in Massivbauweise aus Werkstein errichtet und weist eine schlichte, aber funktionale Architektur auf, die zur Nutzung als Reithalle passt. Die markanteste Fassade ist die Eingangsseite, an der das Gebäude ein Portal mit dem landgräflichen Wappen und der Jahreszahl 1731 ziert.
Die ursprüngliche Nutzung als Reithalle ist an dem weiten, offenen Raum im Inneren des Gebäudes zu erkennen, der später in eine Turnhalle umgewandelt wurde.

## Das Barockhäuschen
Das sogenannte Barockhäuschen ist ein kleines Torhaus des Alten Reithauses und wurde gleichzeitig mit der Reithalle 1731/32 erbaut. Es hat eine wichtige funktionale sowie ästhetische Rolle im Gesamtbau. Das Barockhäuschen wurde ursprünglich als Tor- und Eingangsbau konzipiert, um das Gelände des Reithauses zu betreten.
Im Jahr 2021 wurde das Barockhäuschen im Rahmen der umfassenden Sanierung des Alten Reithauses denkmalgerecht restauriert. Dabei wurden das Mansarddach mit den charakteristischen Giebelgauben neu gedeckt, die Fenster renoviert und, wo nötig, nach historischem Vorbild ersetzt. Zusätzlich wurde ein moderner Anbau in Sichtbeton und Glas realisiert, der als kubisches Treppenhaus dient und den Zugang zum Dachgeschoss ermöglicht. Der Anbau ist in seiner Gestaltung zurückhaltend, sodass das historische Barockhäuschen weiterhin seine prägende Wirkung behält.

## Denkmalschutz
Das Alte Reithaus und das „Barockhäuschen“ sind aufgrund ihrer historischen Bedeutung und ihrer architektonischen Relevanz als Kulturdenkmal eingestuft. Die Sanierung wurde in enger Abstimmung mit dem Landesamt für Denkmalpflege durchgeführt, um die ursprünglichen architektonischen Elemente zu bewahren und gleichzeitig die modernen Anforderungen an das Gebäude zu integrieren.